# 埃德 (松恩-菲尤拉讷郡)
埃德（挪威語：Eid）是挪威已不存在的市镇，存在於1838年至2020年間，属于原松恩-菲尤拉讷郡。其行政中心为北菲尤雷德村。市镇面积为469平方公里，人口数量为6,157人（2019年），人口密度为每平方公里14.7人。